# ديريك سيمونز
ديريك سيمونز (بالإنجليزية: Derrick Simmons)‏ هو سياسي أمريكي، ولد في 12 ديسمبر 1976 في غرينفيل في الولايات المتحدة. حزبياً، نشط في الحزب الديمقراطي. وقد انتخب عضو مجلس ولاية مسيسيبي.